# ستيفان بيلي
ستيفان بيلي (بالإنجليزية: Stefan Bailey)‏ (10 أكتوبر 1987 في المملكة المتحدة - ) هو لاعب كرة قدم بريطاني في مركز الوسط. شارك مع منتخب إنجلترا لكرة القدم C ‏. أما مع النوادي، فقد لعب مع أكسفورد يونايتد وإبسفليت يونايتد وكوينز بارك رينجرز ونادي فارنبوروه ونادي كيترينغ تاون وتيلفورد يونايتد وهافانت أند ووترلوفيل وArlesey Town F.C. ‏ وBanbury United F.C. ‏ وDunstable Town F.C. ‏ وغرايز أتلاتيك ‏ ونادي ويلدستون لكرة القدم.

## وصلات خارجية
- ستيفان بيلي على موقع قاعدة بيانات كرة القدم.إي يو (الإنجليزية)
- ستيفان بيلي على موقع Soccerbase.com (لاعب) (الإنجليزية)
- ستيفان بيلي على موقع Soccerway.com (الإنجليزية)